# Lőrincz Lehel

Lőrincz Lehel:Arany János szobra Szilágynagyfaluban

Lőrincz Lehel (Türe, 1933. december 20. – Kolozsvár, 2014. március 6. előtt) romániai magyar szobrász.

## Életpályája
A nagyenyedi gyökerekkel rendelkező Lőrincz Lehel tanulmányait a híres Bethlen Kollégiumban kezdte, a kolozsvári képzőművészeti iskolában érettségizett, és 1959-ben végezte el a Ion Andreescu Képzőművészeti Főiskola szobrászati szakát.
Szabadfoglalkozású művészként tevékenykedett, majd néhány évig egykori tanára, Balaskó Nándor tanársegédje volt a Pedagógiai Főiskolán. Mentora azonban végleg elhagyta az országot, nyugatra távozott, ő pedig ismét szabadfoglalkozásúvá vált, a művészetének élt és alkalmi műemlékrestaurálással egészítette ki keresetét, mígnem később reklámgrafikusként vállalt állást. Ilyen minőségben is nyugdíjazták 1996-ban.
1960-tól rendszeresen szerepelt országos, megyei, és egyéb csoportos tárlatokon, de egyéni kiállításainak jegyzéke is gazdag. Többször állított ki Kolozsváron, Nagyenyeden, Szilágysomlyón, Szilágybagoson, Tordán és Tordaszentlászlón. Külföldi sikeres bemutatkozásainak helyszíne: Budapest, Würzburg és Stockholm. Nyugdíjba vonulása egyben művészi felszabadulást is jelentett számára. Immár csak az alkotással kellett foglalkoznia. Sorra jelentek meg köztéri szobrai az erdélyi helységekben, a kortárs művészek közül talán a legtermékenyebb ilyen vonatkozásban. Történelmünk és művelődéstörténetünk nagyjainak megörökítésével, bronzba, kőbe, fába időtlenítésével mesterségbeli tudással és valódi művészi alázattal szolgálta az erdélyi szobrászat ügyét.

## Társasági tagság
- A Barabás Miklós Céh tagja.
- A Romániai Képzőművészek Szövetsége tagja.

## Kitüntetés
- Magyar Érdemrend tisztikeresztje[2]

## Kiállítások
2009 A Bánffy palotában Lőrincz Lehel kolozsvári szobrász-festő jubileumi kiállítása.

## Köztéri munkák
- Arany János szobra Szilágynagyfaluban[4]